# Diaethria metiscus
Diaethria metiscus är en fjärilsart som beskrevs av Doubleday 1849. Diaethria metiscus ingår i släktet Diaethria och familjen praktfjärilar. Inga underarter finns listade i Catalogue of Life.